# Forstbotanischer Garten und Arboretum
El Forstbotanischer Garten und Pflanzengeographisches Arboretum der Universität Göttingen, frecuentemente llamado Forstbotanischer Garten und Arboretum, (Jardín Botánico de Investigación y Arboreto de la Universidad de Göttingen) es un jardín botánico y arboreto de 40 hectáreas de extensión, dependiente de la Universidad de Göttingen, Alemania.
El código de identificación internacional del Forstbotanischer Garten und Arboretum como miembro del "Botanic Gardens Conservation Internacional" (BGCI), así como las siglas de su herbario es GOETF.

## Localización
Ubicado inmediatamente adyacente al nuevo jardín botánico (Neuer Botanischer Garten der Universität Göttingen).
Forstbotanischer Garten und Arboretum Universität Göttingen, Büsgenweg 2, D-37077 Göttingen-Gotinga, Niedersachsen-Baja Sajonia, Deutschland-Alemania.
Planos y vistas satelitales.51°33′28.08″N 9°57′44.28″E / 51.5578000, 9.9623000
Se encuentra abierto al público diariamente.

## Historia
El arboreto fue creado en 1870 como una escuela de silvicultura por la facultad de silvicultura Hannoversch Münden.
En el transcurso de los años quedó en desuso pero fue restablecido y modificado substancialmente entre 1970 y 1971 cuando las instalaciones de educación y de investigación de silvicultura fueron transferidas a Göttingen.
En aquel momento el jardín y el arboreto fueron retomados, con las primeras plantaciones en el otoño de 1970 en la sección de Japón.
Las primeras plantaciones se centraron en especies silvestres pero después en la década de 1980, fueron cada vez más cultivadas las variedades.

## Colecciones
Actualmente el jardín y el arboreto contienen unas 2000 especies en el campus de la escuela de silvicultura. Sus mayores secciones son como sigue:
- Colecciones geográficas de árboles de China, Japón, Corea, Norteamérica, y del Cáucaso, que juntos representan cerca de 45 géneros con 800 especies, subespecies, y variedades;
- El jardín botánico del bosque (7 hectáreas) que contiene cerca de 140 géneros de plantas con cerca de 1100 especies salvajes, subespecies, y variedades;
- Área terciaria de bosque.